# Bank of Montreal

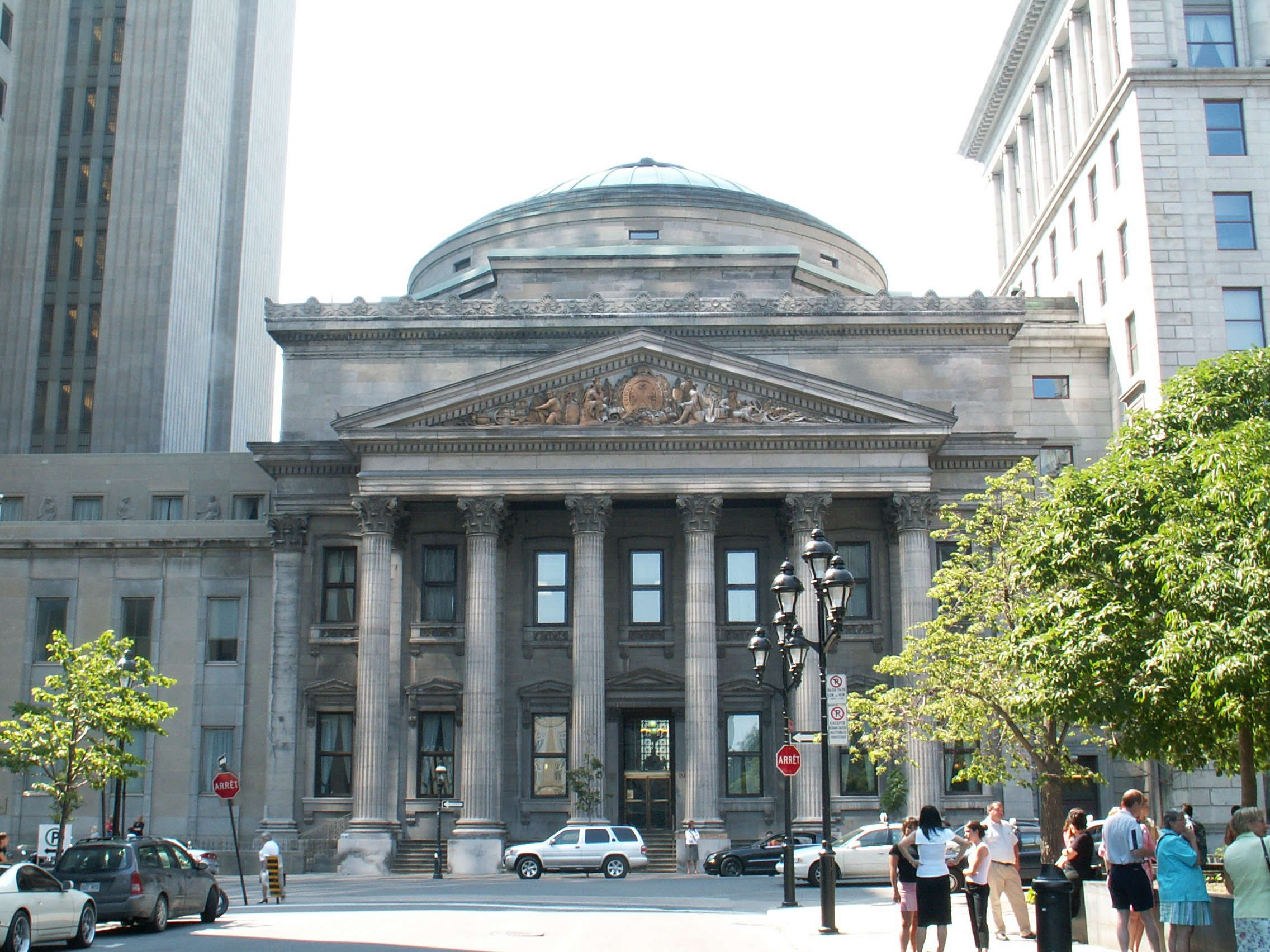
BMO har sitt officiella högkvarter i Montreal, på Saint-Jacques Street. Dock finns också ett högkvarter i Toronto, vid First Canadian Place, där delar av styrelsen arbetar.

Bank of Montreal (på franska Banque de Montréal, allmänt känt som BMO eller BMO Financial Group) är den fjärde största banken i Kanada (räknat i depositioner). Banken grundades 1817 i Montreal och är därmed Kanadas äldsta bank. I Kanada opererar banken som BMO Bank of Montreal. I hela landet har banken mer än 900 bankkontor och över sju miljoner kunder.. Banken har också stor verksamhet i Chicago-regionen och även i andra delar av USA, där den opererar som Harris Bank och som BMO Harris. Bank of Montreal är rankad som nummer 189 på Forbes Global 2000-lista>

## Historik

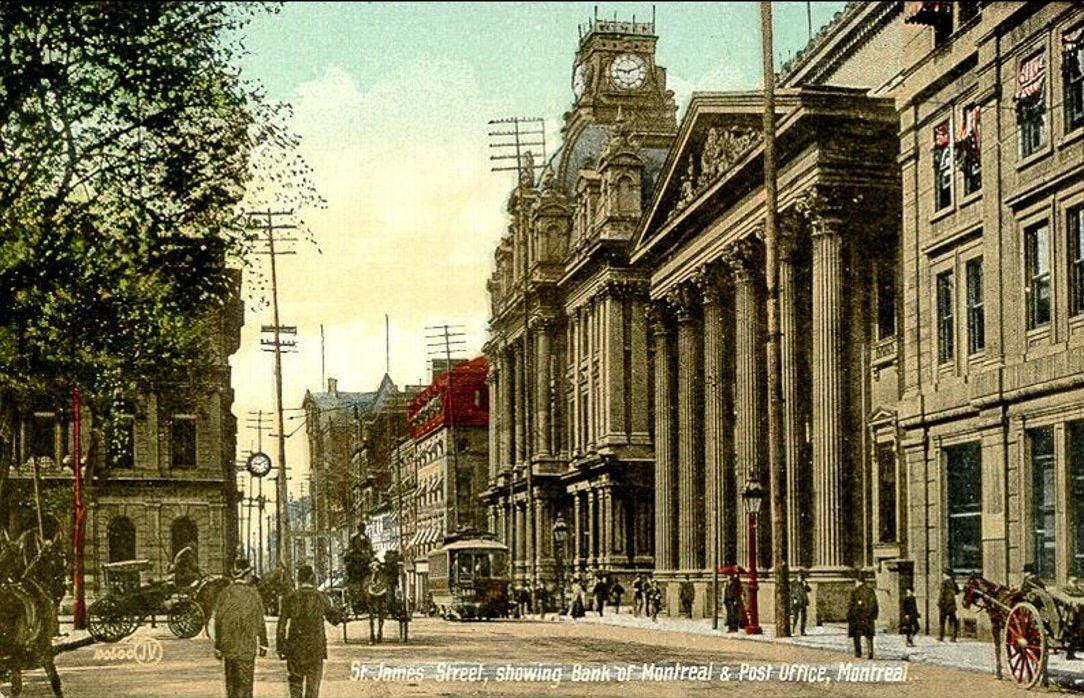
Vykort från omkring 1909 som visar en del av St. James Street (rue Saint-Jacques) inklusive Bank of Montreal och postkontoret.

Bank of Montreal grundades 1817 och blev därmed den första banken i Kanada. 1895 upprättades lokalavdelningar i Newfoundland, efter att Newfoundland Commercial Bank and Union Bank of Newfoundland kraschat den 10 december 1894.

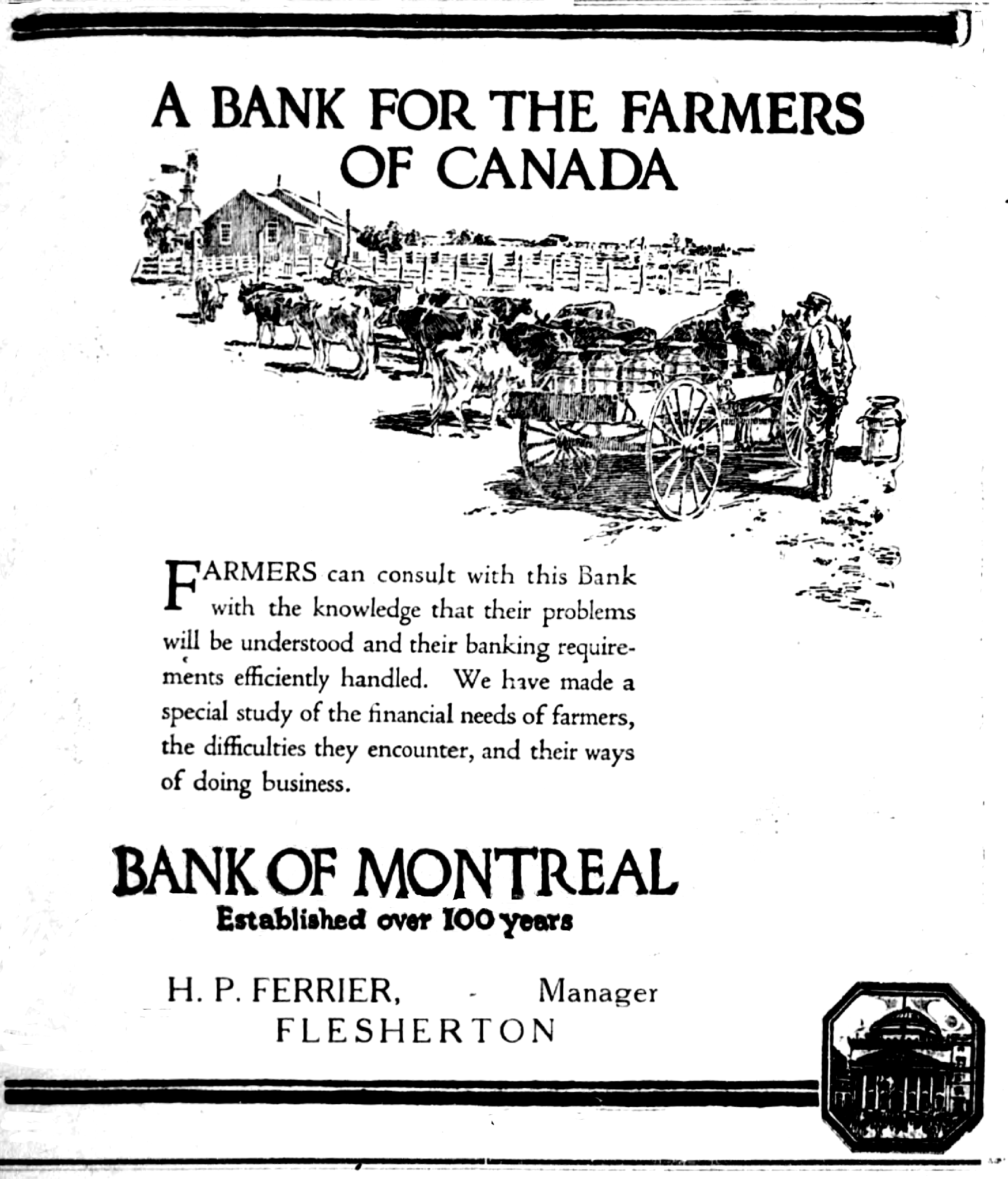
Annons i en tidning från 1922 där banken gör reklam för sina tjänster riktat mot bönder.

 Från 1817 till 1942 gav Bank of Montreal ut egna papperspengar. Denna epok avslutades i och med Bank of Canada Act 1934 genom vilken Bank of Canada efter en övergångsperiod på några år fick monopol på all utgivning av (lagliga) sedlar i Kanada.

### Sammanslagningar
Bank of Montreal har köpts upp och sammanslagits med ett flertal andra banker genom åren. 
- Commercial Bank of Canada (1868)
- Exchange Bank of Yarmouth (1903)
- People's Bank of Halifax (1905)
- People's Bank of New Brunswick (1907)
- Bank of British North America (1918)
- Merchants Bank of Canada (1922)
- Molson Bank (1925)
- Royal Bank of Canada (2000)

## Grundare och bankchefer

### Grundandet
Följande köpmän deltog genom sina signaturer i grundandet av "Montreal Bank" den 23 juni 1817:
1. Robert Armour (1781–1857)
2. John C. Bush  (? - 1859)
3. Austin Cuvillier (1779–1849)
4. George Garden (1772-1828)
5. Horatio Gates (1777–1834)
6. James Leslie (1786–1873)
7. George Moffatt (1787–1865)
8. John Richardson (1754 - 1831)
9. Thomas A. Turner (1775 ? - 1834)

### Styrelseordförande/bankchefer
1. John Gray (1817-1820)
2. Samuel Gerrard (1820 to 1826)
3. Horatio Gates (1826)
4. John Molson (1826-1834)
5. Peter McGill (1834-1860)
6. Thomas Brown Anderson (1860-1869)
7. Edwin Henry King (1869-1873)
8. David Torrance (1873-1876)
9. George Stephen (1876-1881)
10. C. F. Smithers (1881-1887)
11. Donald Smith (1887-1905)
12. George Alexander Drummond (1905-1910)
13. Richard B. Angus (1910-1913)
14. Sir Vincent Meredith (1913-1927)
15. Sir Charles Blair Gordon (1927-1939)
16. Huntly Redpath Drummond (1939-1942)
17. George Wilbur Spinney (1942-1948)
18. B. C. Gardner (1948-1952)
19. Gordon Ball (1952-1959)
20. G. Arnold Hart (1959-1967)
21. Fred McNeil (1975-1979)
22. William D. Mulholland (1979-1989)
23. Matthew W. Barrett (1987-1990)
24. F. Anthony Comper (1990-2007)
25. Bill Downe (2007-)

### Nuvarande styrelse
Nuvarande styrelse består av: Robert Astley, Stephen Bachand, David Beatty, Robert Chevrier, Bill Downe, Ronald Farmer, David A. Galloway, Harold Kvisle, Eva L. Kwok, Bruce Mitchell, Philip Orsino, Robert Prichard, Jeremy Reitman, Guylaine Saucier, Don M. Wilson III och Nancy Southern.

## Banken som idrottssponsor
BMO har sponsrat och sponsrar idag bland annat Toronto Maple Leafs, Toronto Raptors, Skate Canada samt maratonloppet Vancouver International Marathon Society. BMO har också köpt namnrättigheten till en fotbollsstadion i Toronto där Toronto FC har sina hemmamatcher. Stadion heter nu (BMO Field) och ligger vid Exhibition Place.